# Línia 9 del metro de Barcelona
La línia 9 del metro de Barcelona és una línia de ferrocarril metropolitana soterrada que actualment té 24 estacions en funcionament repartides en dos trams: el tram nord (L9 Nord), de 7,9 km de longitud amb 9 estacions, que discorre entre Santa Coloma de Gramenet i el nord de Barcelona; i el tram sud (L9 Sud), de 19,6 km de longitud amb 15 estacions, que recorre els districtes meridionals de la Ciutat Comtal, a més de l'Hospitalet de Llobregat i el Prat de Llobregat. La part central del recorregut, entre les estacions de Can Tries | Gornal i Bon Pastor, és compartida amb la línia 10. Quan serà acabada, tindrà una longitud de 47,8 km, dels quals 43,71 km seran soterrats, i serà una de les línies soterrades més llargues d'Europa; per darrere de la línia 11 del metro de Moscou (nova línia circular) i la futura línia 15 del metro de París però per endavant de la línia 9 del metro de Moscou (41,5 km), la línia 12 del metro de Madrid (41 km) i la Northern Line del metro de Londres.
A més de donar servei a barris que no disposen de metro (Bon Pastor, Llefià, la Salut, Singuerlín, Pedralbes i Zona Franca) les línies 9 i 10 uniran cinc municipis: Santa Coloma de Gramenet, Badalona, Barcelona, l'Hospitalet de Llobregat i el Prat de Llobregat. També enllaçaran punts estratègics com centres logístics, zones d'equipaments i de serveis com l'Aeroport de Barcelona, la Zona Franca, la Fira, l'ampliació del Port, la Ciutat de la Justícia, el Parc Güell, el Camp Nou i la Ciutat del Bàsquet, entre d'altres.
El 13 de desembre del 2009 va entrar en servei el primer tram de la línia, entre Can Zam i Can Peixauet, mentre que el dia 18 d'abril del 2010 es va inaugurar el tram de la línia 10 entre Bon Pastor i Gorg a Badalona, conjuntament amb el perllongament de la línia 9 de Can Peixauet a Bon Pastor. Posteriorment, el 26 de juny del mateix any, es va ampliar amb dues estacions fins a la Sagrera. El 12 de febrer del 2016 es va posar en servei el tram entre l'Aeroport i la Zona Universitària sota la denominació L9 Sud, i el 7 de setembre de 2018 van entrar en servei dues estacions del ramal de la Zona Franca, Foneria i Foc, amb la posada en servei de la línia 10 sud, que comparteix túnel amb la línia 9 sud entre les estacions de Can Tries | Gornal i Collblanc. El 2 de març de 2019 es va inaugurar l'estació de Provençana, i el 23 de novembre de 2019 Ciutat de la Justícia, enllaçant amb l'L8 i Ferrocarrils de la Generalitat (FGC).

L'agost de 2024, la consellera de Territori Ester Capella va confirmar la previsió de que el tram entre La Sagrera i Guinardó | Hospital de Sant Pau entrés en servei el 2027, amb l'objectiu d'enllestir el tram central de la línia l'any 2030.

Mapa del projecte de la línia 9 (L9, L10 i L2)

## Característiques generals
Les línies 9 i 10 actualment tenen en conjunt 30 quilòmetres amb 27 estacions en servei i 19 trens en hora punta. L'any 2010 s'hi van realitzar un total de 4,7 milions de viatges, i va ser de les darreres línies per volum de viatges juntament amb la línia 11. Un cop acabada, tindrà un total de 52 estacions, 20 de les quals enllaçaran amb algun altre mitjà de transport, i 47,8 quilòmetres de longitud.
Material rodant
Els trens que circulen a l'L9 són els mateixos que els de l'L2, trens de la sèrie 9000 d'Alstom creats per a aquesta línia de funcionament automàtic. Els trens utilitzen el sistema ATC-S de conducció automàtica. Tot i que no necessiten conductors, a cada tren hi ha un Tècnic d'Operació de Línies Automàtiques (TOLA) que té dues funcions: atendre el client i recuperar la conducció del tren en cas de fallida.
Municipis coberts
La línia cobreix els municipis següents: Badalona, Barcelona, l'Hospitalet de Llobregat, el Prat de Llobregat i Santa Coloma de Gramenet. A la ciutat de Barcelona hi transcorre per sis districtes: les Corts, Gràcia, Horta-Guinardó, Sant Andreu, Sarrià - Sant Gervasi i la Zona Franca al districte de Sants-Montjuïc.

### Construcció
La construcció es fa amb tuneladora, excepte algun tram en pantalla i els viaductes. El túnel es construeix amb tuneladores que utilitzen el mitjà de l'escut EPB (Earth Pressure Balance) i a mesura que s'avança en la perforació es fa una dovella, que fa un túnel d'11,70 metres de diàmetre, que permet construir les estacions i les instal·lacions auxiliars dintre del mateix túnel. El traçat serà soterrat en la major part (43,71 km) i cada via i andana passarà per un mateix túnel però a nivells diferents, una sobre l'altra.
La majoria d'estacions es troben entre 25 i 50 metres de profunditat per evitar problemes d'afecció a la superfície. Les estacions que es troben en les parts profundes del túnel han estat construïdes mitjançant pous circulars, amb l'excepció de la Salut que és rectangular.

Secció túnel i secció estacions zona andana.

Constructivament el traçat està format per quatre trams i creuarà horitzontalment la ciutat de Barcelona. Els extrems del tram central (tram III) es divideixen en dos ramals: el de l'oest, que estarà format pel tram I, que té l'estació terminal a la Zona Franca; i el tram II, que passarà per l'Hospitalet i el Prat fins a l'aeroport del Prat. A l'est es troba la bifurcació del Besòs, on el tram IV té un ramal que va des de Can Zam fins a Santa Coloma i l'altre, des de Gorg a Badalona:
- Tram I: Aeroport T1 - Parc Logístic (L9)
- Tram II: Parc Logístic/Zona Franca | Zal - Zona Universitària (L9 i L10)
- Tram III: Zona Universitària - la Sagrera (L9 i L10)
- Tram IV: la Sagrera - Can Zam/Gorg (L9 i L10)

### Estacions
Les estacions es troben en pous de 25 metres de diàmetre, pels quals circulen ascensors que permeten l'accés i la sortida dels passatgers, adaptats per a persones amb mobilitat reduïda. El mètode permet situar les estacions en espais molt urbanitzats, fer les obres amb independència del túnel i avançar en zones on la galeria no està construïda.
Tot i que en el projecte de l'L9 ja es definia el nom de les estacions, durant el període de construcció i de renovació dels projectes, algunes estacions han canviat de nom i també s'hi ha afegit l'estació de Zona Franca | Zal (també anomenada Polígon Pratenc en el projecte constructiu). N'és un exemple l'estació Campus Sud, que al principi s'havia de dir Avinguda de Xile com la de Trambaix i, arran d'una campanya d'un programa d'esports de Televisió de Catalunya anomenat Hat-trick Barça, el Departament de Política Territorial i Obres Públiques ha accedit que sigui anomenada Camp Nou.
| Estació                                     | Metro | Altres                           |
| ------------------------------------------- | ----- | -------------------------------- |
| Tram Sud                                    |       |                                  |
| Aeroport T1                                 |       | obres                            |
| Aeroport T2                                 |       |                                  |
| El Prat Estació                             |       | obres                            |
| Europa \| Fira                              |       |                                  |
| des de Can Tries \| Gornal fins a Collblanc |       |                                  |
| Torrassa                                    |       |                                  |
| Collblanc                                   |       |                                  |
| des de Collblanc fins a Can Tries \| Gornal |       |                                  |
| Camp Nou                                    |       |                                  |
| Zona Universitària                          |       |                                  |
| Tram Nord                                   |       |                                  |
| des de La Sagrera fins a Bon Pastor         |       |                                  |
| La Sagrera                                  | obres |                                  |
| Sagrera \| TAV                              | obres | obres · Autobús llarg recorregut |
| des de Bon Pastor fins a La Sagrera         |       |                                  |
| Fondo                                       |       |                                  |

Disseny de les estacions
El disseny d'una quarantena d'estacions (el tram central encara no ha estat adjudicat) és a càrrec de catorze dissenyadors prestigiosos per dotar les estacions «d'una personalitat i caràcter propis». Alguns dels professionals que han treballat en el disseny de les estacions són: Jordi Garcés, Sánchez-Piulachs, Alfons Soldevila, Toyo Ito i Oriol Bohigas, entre d'altres.

### Servei comercial
Infraestructures Ferroviàries de Catalunya (Ifercat) és la propietària de la infraestructura i el servei comercial és operat per Ferrocarril Metropolità de Barcelona sota la marca de Transports Metropolitans de Barcelona (TMB), amb dos serveis comercials: 
- L9: 39 estacions (Aeroport T1 - Can Zam)
- L10: 33 estacions (Zona Franca / Zal - Gorg)
- Tram compartit: 20 estacions (Gornal - Bon Pastor)

#### L9 Nord
Actualment l'L9 Nord circula entre Can Zam i La Sagrera. Quan l'obra estigui completa farà el recorregut entre Can Zam i l'Aeroport T1.

Esquema de la L9 Nord

#### L9 Sud
Circula entre les estacions de Zona Universitària i Aeroport T1. Compartirà tram amb l'L2 des d'Aeroport T1 fins al Parc Logístic, i amb l'L10 al tronc comú des de Gornal fins a Bon Pastor.

Esquema de la L9 Sud

## Història

### Cronologia

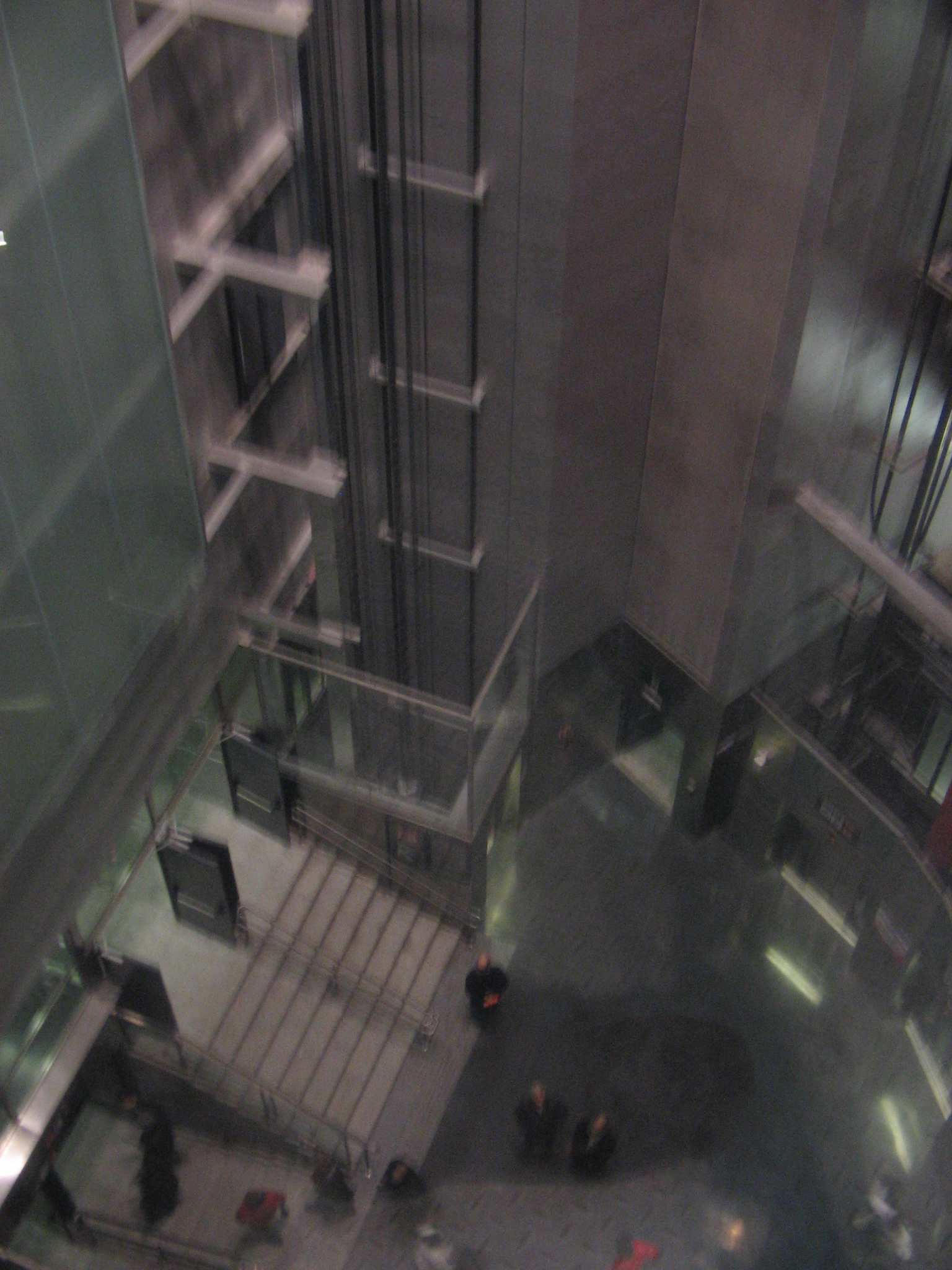
Accés a les andanes a l'estació de Fondo.

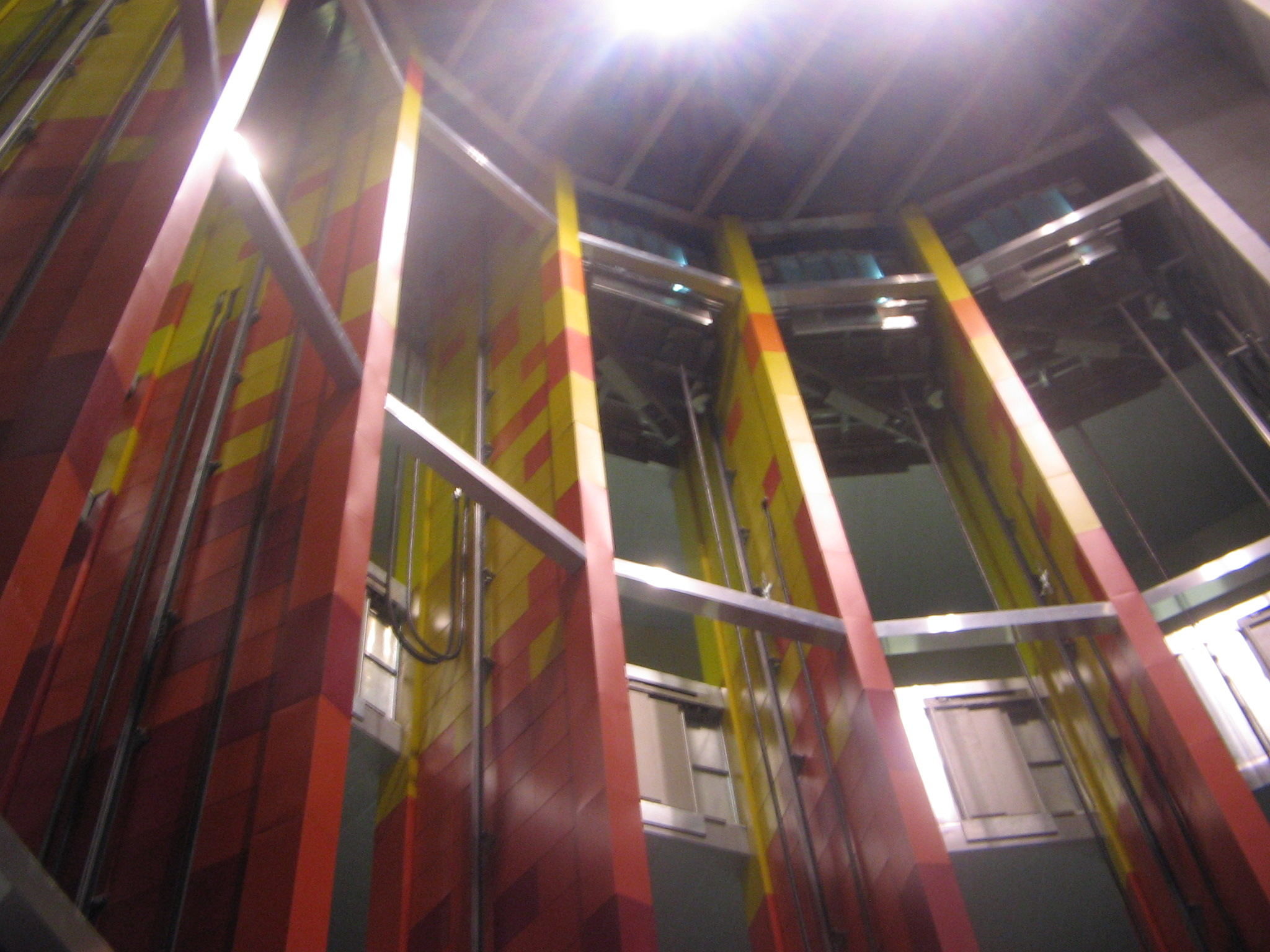
Ascensors d'accés a les andanes des del vestíbul.

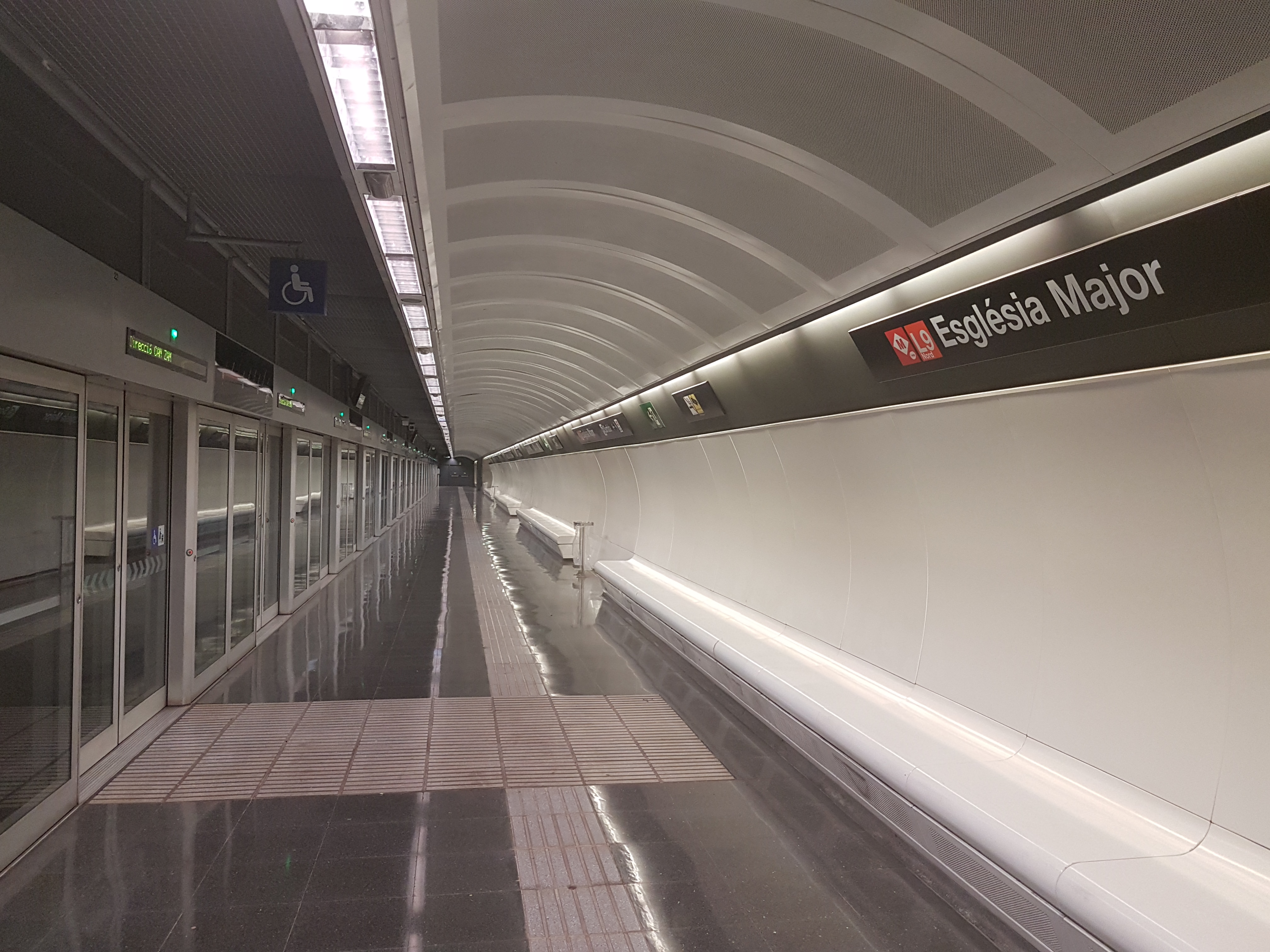
Estació d'Església Major.

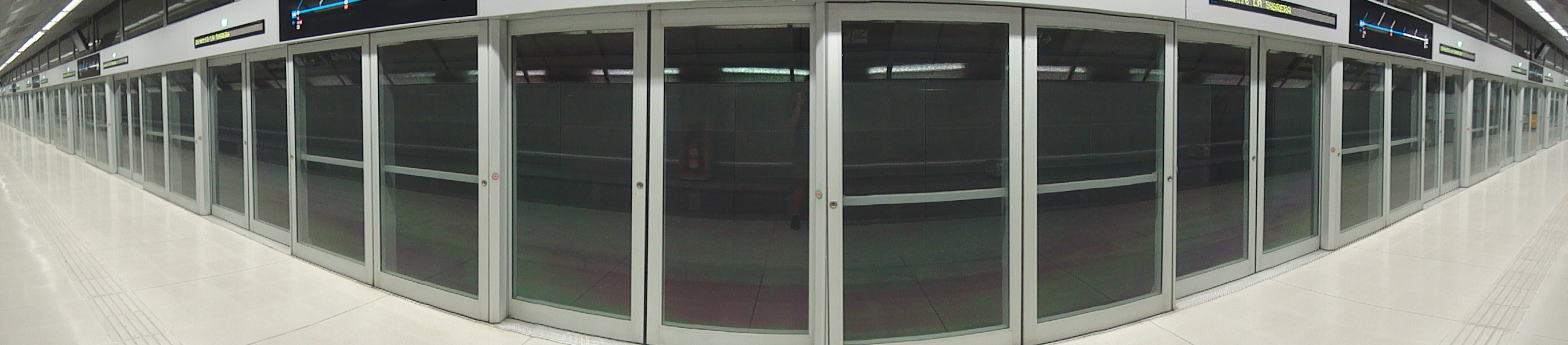
Vista panoràmica de les portes de seguretat.

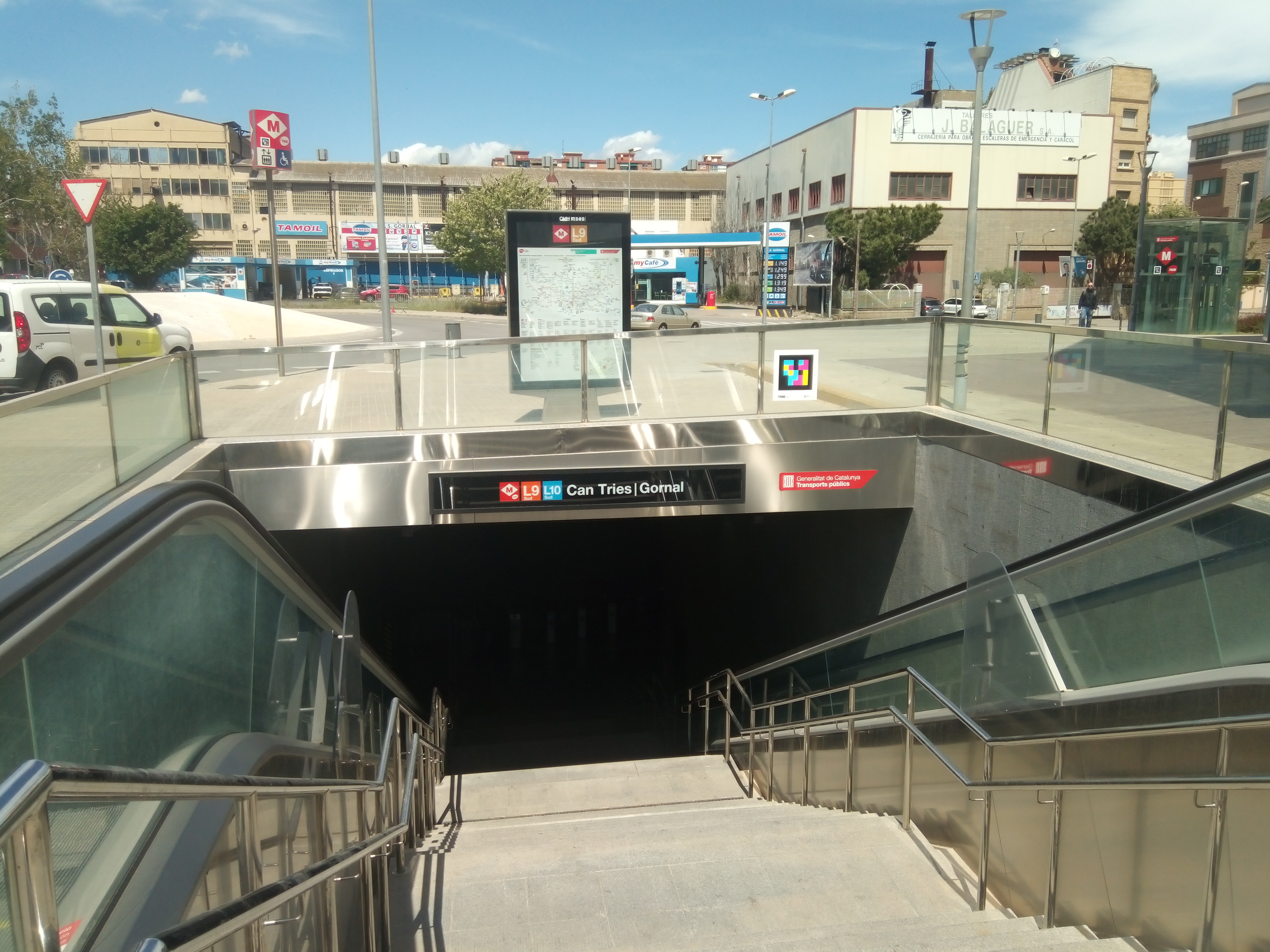
Accés a l'estació de Can Tries - Gornal.

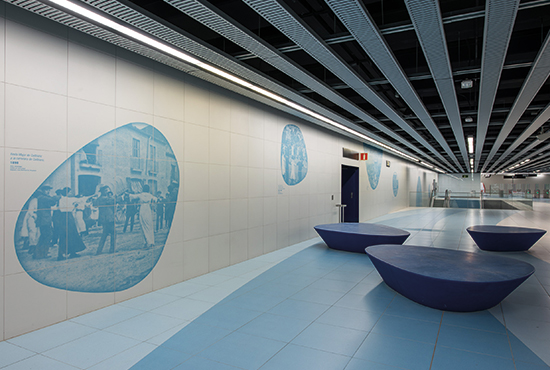
Vestíbul de l'estació de Fira.

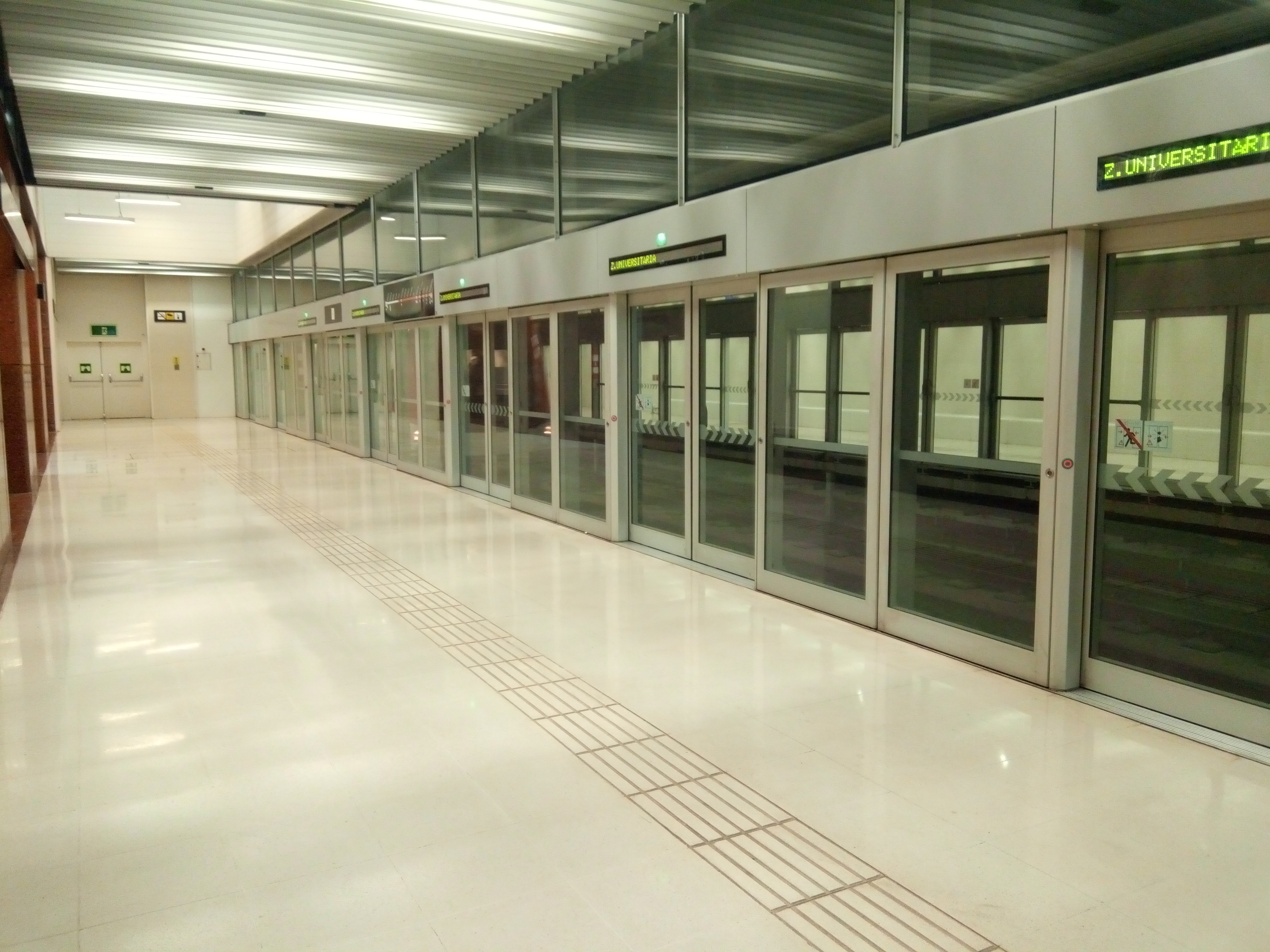
Andanes de l'estació de Cèntric.

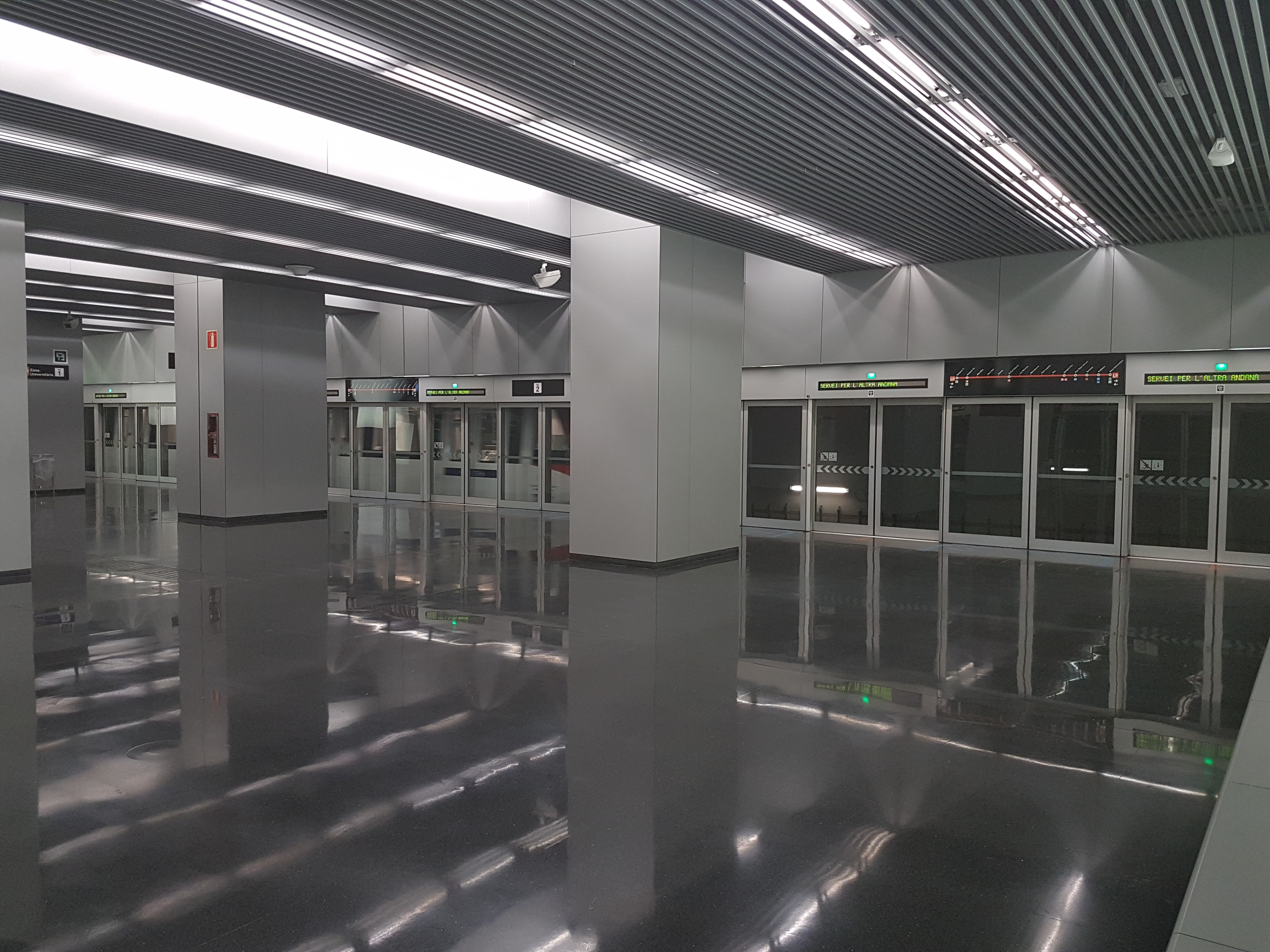
Vestíbul de l'estació d'Aeroport T1.

- 1992: La idea inicial de la L9 es va proposar en el «Pla d'Infraestructures Fixes de Transport Col·lectiu» del Pla Intermodal de Transport (PIT) de la Generalitat de Catalunya, pla mai aprovat. La proposta consistia d'una nova línia L6 orbital per la zona alta que uniria el Passeig de la Zona Franca amb Sagrera.[cal citació]
- 1997: El projecte de la L9 apareix per primer cop al Pla Director d'Infraestructures (PDI).
- 2002 - 25 d'abril: S'aprova el Pla Director d'Infraestructures que contempla la construcció de la L9.
- 2003 - Setembre: Inici de les obres a Badalona amb un cost inicial previst de 1.947 milions d'euros. Previsió d'inauguració parcialment (tram IV) el 2004 i totalment el 2007.
- 2004: El pressupost ascendeix a 3.000 milions. Previsió d'inauguració parcialment (tram IV) el 2006.
- 2005 - 24 de gener: Es fa públic l'estudi informatiu del perllongament de la Línia 2 des de Sant Antoni a Fira 2 - Pedrosa, un projecte que possibilitaria l'enllaç a dues estacions amb els dos ramals de la línia 9.
- 2005 - 27 de gener: Esfondrament del Carmel que esfondra un túnel en les obres d'ampliació de la Línia 5 del metro de Barcelona al seu pas pel barri del Carmel. Apareix un gran esvoranc a la superfície, de 35 metres de profunditat, que s'empassa un garatge sencer i s'han de desallotjar més de mil persones, sense cap víctima, i enderrocar un altre edifici.
- 2005 - abril: Joaquim Nadal, Conseller de Política Territorial i Obres Públiques advertia que la revisió de tots els túnels en construcció del metro de Barcelona després de l'esfondrament del Carmel comportaria «un endarreriment encara no computable» al conjunt de la Línia 9.
- 2005 - abril: La Cambra de Comerç de Barcelona estimava que el primer tram s'estrenaria al final de 2007 (tram IV) i la resta entre el 2012 i 2013.
- 2005 - juliol: Comencen les obres a la Zona Franca.
- 2005 - agost: Comencen les obres a l'altura de l'Hospital de Sant Pau.
- 2005 - setembre: La Generalitat aprovava la connexió del tram final de la L9 amb la prolongació de la L2, que fa arribar la línia 2 des de l'estació de Fira 2 - Pedrosa fins a l'aeroport a través del túnel de la línia 9.
- 2005 - setembre: La tuneladora de Santa Coloma arribava al pou de bifuració del Besòs des d'on va ser desmuntada i extreta.
- 2005 - novembre: Aturada de les obres a Sant Andreu pel perill de topar amb els fonaments d'uns habitatges del barri i que van obligar a fer estudis per determinar la millor solució. A final de mes encara estava la tuneladora aturada.
- 2005 - novembre: Joaquim Nadal afirmava que la LAV tindria una estació a l'aeroport del Prat, cosa que implicava canvis en el traçat de la L9. Així es va evitar passar per una zona densament poblada sobre terreny poc estable i la possibilitat de dotar d'un millor servei a l'aeroport, amb enllaços amb el tren convencional i d'alta velocitat. Les previsions de posada en funcionament es van traslladar pel tram IV el 2008 i el 2012 la resta.
- 2005 - desembre: Hi havia una quinzena d'estacions en obres
- 2006: 
  - Talls de trànsit durant sis mesos al polígon Mas Pedrosa per reforçar el terreny abans que la tuneladora excavés el túnel entre Fira 2 i l'aeroport del Prat.
  - Una tercera tuneladora comença l'excavació del túnel entre Fira 2 i Parc logístic, un dels més complicats pel terreny de sorres, graves i llims amb molta aigua.
  - GISA treu a concurs trenta-un estudis geològics del tram central per conèixer més informació i fins que aquests no estiguessin acabats no començarien les obren en aquest tram.
  - A mitjan d'any hi ha vint-i-una estacions en construcció.
- 2006 - març: Nou ensurt pel desplom, sobre una via de la Línia 1, de dues tornes pels treballs de demolició d'una part de l'antic vestíbul. Sense ferits.
- 2006 - setembre: La Generalitat de Catalunya anuncia que atorga la prestació del servei del tram IV a l'Entitat Metropolitana del Transport (EMT). La gestió de les infraestructures a càrrec de l'ens de la mateixa Generalitat, Infraestructures Ferroviàries de Catalunya (Ifercat). Per la seva banda l'Autoritat del Transport Metropolità (ATM) aportaria el material rodant necessari.
- 2006 - final d'any: Es concreta el traçat de la línia al Prat de Llobregat. Hi ha tres tuneladores treballant als ramals de l'aeroport, de Santa Coloma i a Sant Andreu.
- 2007 - inici d'any: només queda activa una de les tres tuneladores a Via Trajana
- 2007 - estiu: Tuneladora parada a Sant Andreu a l'espera d'informes sobre la consolidació del subsòl sota tres edificis del carrer Josep Soldevila. Al Prat comença el muntatge de la tercera tuneladora i en aquest tram ja hi ha dues estacions, de sis, en construcció i el traçat s'ha variat per evitar passar pel centre. Encara no està definit el tram entre Lesseps i Zona Universitària perquè es fan prospeccions geològiques per determinar si hi havia un traçat tècnic més fiable i segur que el vigent.
- 2007 - setembre: S'anuncia que els trams de Santa Coloma de Gramenet i Badalona a la Sagrera entraran en funcionament el 2010, el tram IV ja està perforat. Es preveu obrir la resta el 2012.
- 2008: El pressupost de l'obra ascendeix fins als 6.500 milions d'euros i el DPTOP anuncia que constructores privades finançaran l'obra i els va adjudicar la construcció, el manteniment i l'explotació de les estacions de dos trams, amb un import de 1.620 milions d'euros. A canvi d'aquest finançament, la Generalitat pagaria un cànon anual a les concessionàries, mentre que la propietat seria de la Generalitat i l'operador en seria Transports Metropolitans de Barcelona.
- 2008 - febrer: una fuita d'aigua a les obres causa dos esvorancs (fins a tres metres de diàmetre i un de profunditat) al carrer K a la Zona Franca, que obliga a tallar el trànsit.
- 2008 - març: es publica l'estudi informatiu modificat del túnel entre la Sagrera i Mandri, lleugerament afectat per augmentar la profunditat i la seguretat, no es canvia la ubicació de les set estacions.
- 2008 - novembre: S'inicien les obres a Santa Rosa, la resta d'estacions de Santa Coloma estan pràcticament enllestides. A Badalona es fan els acabats de les estacions i s'anuncia que algun d'aquests trams podrien obrir a final del 2009, el que endarrereix de nou la posada en funcionament de la línia.[21]
- 2008 - desembre: S'ha construït la meitat dels túnels, s'han iniciat el 80% de les estacions, hi ha tres tuneladores: dos al pou de Mas Blau i una a la Sagrera.
- 2009 - gener: S'acaben les obres entre Can Zam i Can Peixauet i comencen les obres que haurien de terminar a l'octubre).
- 2009 - juny: Arriba una tuneladora a la terminal 1 de l'aeroport del Prat (previsió d'entrar en funcionament el 2012).
- 2009 - novembre: licitació per 36 milions d'euros la instal·lació de les vies i la catenària del tram de l'aeroport fins a l'Eixample Nord (8 estacions).
- 2009 - 13 de desembre: Inauguració i posada en marxa del primer tram de cinc estacions a la ciutat de Santa Coloma de Gramenet, entre Can Zam i Can Peixauet, exceptuant Santa Rosa que no està finalitzada.
  - S'han construït 33,5 dels 47,8 quilòmetres que té el recorregut, i 45 de les 52 estacions estan en obres o ja s'han acabat.[22]
- 2009 - desembre: s'han perforat 31 dels 47,8 km i de les 52 estacions projectades, nou estaven completament acabades i unes 35 estaven en obres (65% de realització sobre el total).[23]
- 2010 - 18 d'abril: Inauguració i posada en funcionament de la línia 10 entre l'estació de Gorg i Bon Pastor amb el perllongament de la L9 entre el tram de les estacions de Can Peixauet i Bon Pastor, exceptuant Santa Rosa que no està finalitzada.
- 2010 - 26 de juny: Obertura de les estacions d'Onze de Setembre i la Sagrera.
- 2011 - juliol: La tuneladora del ramal de la Zona Franca repren els treballs i estan construïts 43 dels 50 km previstos (85% del total).
- 2011 - finals d'any: Aturada de la tuneladora de la Zona Franca de nou.
- 2012 - novembre: Es reprenen les obres al ramal de la Zona Franca.
- 2014 - novembre: Circula el primer tren en proves pel tram de l'L9 a l'Aeroport de Barcelona.
- 2016 - 30 de gener: 2.100 persones participen en una prova d'estrès a la línia L9 Sud. Els participants accedien per tres estacions (Collblanc, Torrassa i Cèntric) i es dirigien a dues estacions (Aeroport T1 i Fira) i després retrocedien a les respectives estacions d'origen.
- 2016 - 12 de febrer: obertura del ramal de l'aeroport, de la terminal 1 fins a Zona Universitària (línia 9 Sud), exceptuant tres parades.[24]
- 2018 - 8 de setembre: obertura del ramal de la Zona Franca amb el tram de Foc a Collblanc (línia 10 Sud), amb les noves estacions de Foneria i Foc.
- 2019 - 2 de març: inauguració de l'estació de Provençana de la L10 Sud.
- 2019 - 23 de novembre: obertura de l'estació de Ciutat de la Justícia
- 2020 - 1 de febrer: obertura de l'Estació de Zona Franca[25][26][27]
- 2021 - 7 de novembre: obertura de 3 estacions de l'L10 Sud al ramal de Zona Franca: Port Comercial / La Factoria, Ecoparc i ZAL / Riu Vell.[28]
- Estat d'obres a desembre de 2023, segons informe Ifercat de desembre 2023, obtingut per RadioConica.[29]
  - Túnel pendent per un total de 2.311m entre Sarrià i Lesseps
  - Llosa del túnel pendent d'instal·lar entre Zona Universitària i Maragall
- 2024 - juliol : la tuneladora arriba a Mandri, però s'ha aturat per manteniment i es preveu que arribi a Lesseps el 2026.[30]
- 2024 - juliol: S'inicien les obres de connexió de l'L9/L10 Nord al tram central de la línia 9 i a la seva estació corresponent a la Sagrera per abandonar el túnel i estació corresponents al futur perllongament de l'L4
- 2025 - gener: Inici de l'excavació i l'obra civil a la futura estació de Campus Nord.

##### Previsions
A 2020-2021
- 2026: L9: Lesseps, Guinardó | Hospital de Sant Pau, Sagrera i Sagrera Alta Velocitat
- 2027: L9: Camp Nou, Sarrià, Mandri, Sanllehy i Maragall
- 2028 i 2029: L9: Campus Nord, Manuel Girona i Putxet. L10 Sud: Motors.
- 2029: finalització de les obres del tram central
- Sense previsió d'obertura:
  - Ja finalitzades: L9: La Ribera i Aeroport Terminal de Càrrega
  - Pendents de construir: L9: Muntanya i Prat de la Riba. L10 Sud: Pratenc

A juny de 2022
- 2027: entrada en servei de les estacions pendents a partir de 2027[34]

A agost de 2024
- A final de 2027 entrarà en servei un nou tram de 3,6km que inclourà 4 estacions: La Sagrera TAV, La Sagrera, Plaça de Maragall i Guinardó / Hospital de Sant Pau, fent també que circulin ja per les vies de L9 i L10 els trens d'aquestes línies que fins ara circulaven per vies de L4 entre Pau i La Sagrera
- No hi ha data per a la finalització d'obres i la posada en servei del tram que quedarà pendent entre Guinardó / Hospital de Sant Pau fins a Zona Universitària.

A abril de 2025
- Licitació de la construcció de les estacions de Campus Nord i Manel Girona, sense concretar data de posada en servei.

A juny de 2025 
- Obertura de tram de 3,6km i 4 estacions - La Sagrera TAV, La Sagrera, Plaça de Maragall i Guinardó / Hospital de Sant Pau - a final de 2027

### Antecedents
El projecte de la línia 9 no va aparèixer fins a final de la dècada del 1990, el 1999 la Generalitat decidia construir aquesta línia, que enllaçaria els municipis de Badalona, Santa Coloma de Gramenet, Barcelona, l'Hospitalet de Llobregat i el Prat de Llobregat al llarg d'un túnel de 42 km i 46 estacions, túnel que seria el més llarg de Barcelona i creuaria la ciutat transversalment, gairebé en paral·lel a la ronda del Mig.
Anteriorment ja s'havia projectat una línia per unir Santa Coloma de Gramenet i la Zona Franca de Barcelona sense ramals i sense arribar a l'aeroport. El projecte anomenat línia VI estava inclòs al Pla de Metros de 1971 que posteriorment al Pla de Metros de 1974 variaria el traçat al Barcelonès nord per fer-la arribar a Montigalà (Badalona) en comptes de Santa Coloma.
Al plans posteriors s'abandonen els projectes d'ampliar la xarxa cap a la Zona Franca, l'any 1997 es crea l'Autoritat del Transport Metropolità (ATM), aglutinant diferents administracions responsables i s'inicia el planejament de forma més global integrant les línies de Renfe, FGC, TMB (FMB i Bus). El 1997 apareixia per primer cop el projecte de la línia 9, coincidint amb la creació de l'ATM, el Pla Director d'Infraestructures elaborat per l'ATM va ser aprovat el 2002, aquesta línia és la inversió més important del PDI.

### Inici d'obres al Besòs
Les obres van començar el setembre de 2003 a Badalona amb un cost inicial previst de 1.947 milions d'euros. Es preveia que el tram IV, entre Can Zam, Gorg i la Sagrera (Sagrera-Meridiana en el projecte constructiu), entraria en funcionament el 2004 i la resta de la línia el 2007. El 2004 el pressupost ja pujava a 3.000 milions i l'entrada de funcionament del tram IV passava al 2006.
L'any 2004 s'havia iniciat les obres a la majoria d'estacions dels ramals de Santa Coloma i Badalona i a les estacions de Bon Pastor i Onze de Setembre, mentre que a la resta s'iniciaven treballs previs. Es va adjudicar al març el tram de l'aeroport i les obres a l'estació de la Sagrera (Sagrera-Meridiana al projecte constructiu). Mentrestant els ramals de l'aeroport i la Zona Franca no estaven del tot concretats, a l'espera de si trens d'alta velocitat farien parada al Prat de Llobregat.
La perforació dels túnels es feia amb tuneladores, n'hi havia dues tot i que una estava avariada i restava al barri de Bon Pastor aturada.

#### Primers endarreriments
Una de les primeres dificultats que van aparèixer durant la construcció va ser l'adquisició dels combois, que feia endarrerir un any la previsió inicial de posada en funcionament del tram Badalona-Sagrera.
El 2005 s'iniciava amb una de les dues tuneladores encara avariada a Bon Pastor. L'avaria s'havia produït per la topada amb un terreny més granític i dur del que s'esperava i que en danyava els mecanismes de tall. Segons el Departament de Política Territorial i Obres Públiques (DPTOP) al final del mes de març podria reprendre les excavacions a la Sagrera. La tuneladora de Can Zam avançava a millor ritme tot i que també va topar amb una riera subterrània imprevista a Santa Coloma de Gramenet.
A mitjans d'abril la tuneladora que havia estat a Bon Pastor reprenia els treballs però una avaria en el transformador elèctric va provocar que estigués parada dues setmanes més. Durant els set mesos de parada, les constructores aprofitaven per avançar la col·locació de la llosa que dividia horitzontalment el túnel i sobre la qual es col·locaria una de les vies.
L'endarreriment acumulat feia impossible que la línia entre la Sagrera, Gorg i Can Zam s'obrís el 2006, tal com deien les últimes previsions. Joaquim Nadal, Conseller de Política Territorial i Obres Públiques advertia que la revisió de tots els túnels en construcció del metro de Barcelona després de l'esfondrament del Carmel comportaria «un endarreriment encara no computable» al conjunt de la línia 9.
La Cambra de Comerç de Barcelona estimava que el primer tram s'estrenaria a finals del 2007 i la resta entre el 2012 i 2013.
Al juliol van començar les obres a la Zona Franca i a l'agost a l'altura de l'Hospital de Sant Pau. Al mes de setembre la tuneladora de Santa Coloma arribava al pou de bifurcació del Besòs des d'on seria desmuntada i extreta. A Sant Andreu el mes de novembre hi va haver un nou ensurt i les obres es van aturar pel perill de topar amb els fonaments d'uns habitatges del barri i que van obligar a iniciar estudis per determinar la millor solució. A final de mes encara estava la tuneladora aturada. A la vegada que es feien les perforacions es començaven les obres a les estacions. Al final del 2005 hi havia una quinzena d'estacions en obres.

### Canvis i definició del projecte

#### L'efecte Carmel
Tot i que el mètode constructiu de tuneladora és el més segur per a excavar túnels en zona urbana, no està exempt de molèsties i ensurts, i després de l'esfondrament del Carmel durant la construcció de la perllongació de la línia 5 del metro de Barcelona cap a la Vall d'Hebron, va posar en alerta tant veïns com tècnics.
Arran de l'accident del Carmel el Govern de la Generalitat de Catalunya va autoritzar la modificació de diverses actuacions de construcció de la línia 9 «per motius tècnics, de viabilitat i seguretat» segons el conseller Joaquim Nadal. Les principals modificacions van ser construir una nova estació al carrer de Motors a la Zona Franca, habilitar una connexió directa amb el futur perllongament de la línia 2 a la Fira i construir un únic túnel en el tram entre les estacions d'Onze de Setembre i la Sagrera. Aquests canvis suposaven una pujada de 400 milions d'euros al cost de l'obra (3.467 milions d'euros en total). GISA va engegar 185 nous sondejos geològics per millorar el coneixement del traçat.
A l'abril del 2005 un total de 254 de denúncies havien arribat al DPTOP per part de veïns de Santa Coloma, Badalona i Barcelona per les afectacions de les obres. Un portaveu del DPTOP assegurava que totes les denúncies s'havien analitzat i només 18 es van reconèixer com a relacionades amb les obres. Al final del 2005 el consell municipal del districte de Sarrià - Sant Gervasi es va comprometre a constituir una comissió de seguiment de les obres al districte per a la tranquil·litat dels veïns.

#### Concreció de la connexió amb l'aeroport
A mitjans del 2005 estava en estudi si s'introduïa una variant al Prat de Llobregat per connectar amb la futura estació urbana de la línia d'alta velocitat (LAV). Al novembre Joaquim Nadal afirmava que la LAV tindria una estació a l'aeroport del Prat amb una connexió amb la nova terminal que també permetria l'entrada de regionals i de rodalia, cosa que implicava canvis en el traçat de la L9. Així es va evitar passar per una zona densament poblada sobre terreny poc estable i la possibilitat de dotar d'un millor servei a l'aeroport, amb enllaços amb el tren convencional i d'alta velocitat.
Les previsions de posada en funcionament es van traslladar per al 2008 el tram IV i el 2012 la resta.

#### La línia 2
A l'inici del 2005 el Govern feia públic l'estudi informatiu del perllongament de la línia 2 des de Sant Antoni a Fira 2 - Pedrosa, un projecte que possibilitaria l'intercanvi amb els dos ramals de la línia 9 i connectaria amb punts de referència com fonts de Montjuïc, l'MNAC, INEFC i amb la Fira de Barcelona, tant el recinte de Montjuïc (fira 1) com el de Granvia (fira 2).
Al setembre la Generalitat aprovava la connexió del tram final de la L9 amb la prolongació de la L2, el que fa arribar la línia 2 des de l'estació de Fira 2 - Pedrosa fins a l'aeroport a través del túnel de la línia 9.

#### Explotació de la línia
Al setembre de 2006 la Generalitat de Catalunya anuncia que atorgava la prestació del servei del tram IV a l'Entitat Metropolitana del Transport (EMT). L'acord s'emmarcava en la Llei ferroviària de Catalunya que havia liberalitzat el transport de passatgers i mercaderies per ferrocarril, però que també preveia excloure de la lliure competència línies considerades un servei públic per raons d'interconnexió territorial, i aquesta era la qualificació que s'atorgava als 11 km dels dos ramals del tram IV.
L'acord separa la prestació directa del servei de transport de viatgers de la gestió de les infraestructures a càrrec de l'ens de la mateixa Generalitat, Infraestructures Ferroviàries de Catalunya (Ifercat). Per la seva banda l'Autoritat del Transport Metropolità (ATM) aportaria el material rodant necessari.

#### Tram central
El tram entre Lesseps i Zona Universitària a mitjans d'any 2007 encara no estava definit i el Departament de Política Territorial i Obres Públiques continuava fent prospeccions geològiques en aquest tram per determinar si hi havia un traçat tècnic més fiable i segur que el vigent. El tram entre la Sagrera i Lesseps ja estava assegurat. El mes de setembre les prospeccions ja estaven quasi acabades i l'estudi definitiu estaria enllestit a final d'any.
Al març del 2008 es va publicar l'estudi informatiu modificat del túnel entre la Sagrera i Mandri, un dels trams més endarrerits. L'estudi variava lleugerament el túnel, i n'augmentava la profunditat i, per tant, la seguretat, però sense canviar la ubicació de les set estacions previstes. També es passava per zones més estables i amb menys edificis, les previsions eren d'iniciar les obres el 2009 i acabar-les amb tres anys, amb un pressupost de 698 milions d'euros, un 11% superior al previst. Al juny es va acabar la revisió del tram entre Mandri i Zona Universitària, amb unes variacions similars al del tram anterior.
El mes d'octubre el Futbol Club Barcelona i altres entitats, entre elles el programa Hat trick Barça de Televisió de Catalunya, van demanar que l'estació Campus Sud fos reanomenada Camp Nou. Més tard la Comissió de Seguretat i Mobilitat de l'Ajuntament de Barcelona va aprovar una petició de CiU per instar l'Autoritat del Transport Metropolità (ATM Àrea de Barcelona) al canvi de nom. Alguna associació de veïns van demanar que el nom fos el d'Avinguda de Xile, com la parada del Trambaix.
També a l'octubre el DPTOP va comunicar que l'estació de Muntanya s'ubicaria als jardins de Menéndez i Pelayo, a la Travessera de Dalt, el que minimitza l'afectació al jardí de les monges de Sant Josep de la Muntanya. Tot i que el canvi havia estat demanat per les monges, van seguir en desacord i alguns veïns van dir que es trobaria massa a prop de l'estació següent, que és Lesseps.

### Inici de treballs al Prat

#### Comencen les obres entre La Fira i L'Aeroport
Al principi del 2006 es van realitzar talls de trànsit durant sis mesos al polígon Mas Pedrosa per reforçar el terreny abans que la tuneladora excavés el túnel entre Fira 2 i l'aeroport del Prat. Es va injectar ciment i aigua a pressió per aconseguir un terreny més sòlid i assegurar la cohesió i la impermeabilitat de la zona pròxima a la perforació.
A mitjans d'any la tercera tuneladora de la línia començava l'excavació del túnel entre Fira 2 i Parc logístic, aquest tram era un dels més delicats, ja que és un terreny de sorres, graves, i llims amb molta aigua. Aquest tram és de túnel convencional de 9,5 metres de diàmetre amb dues vies paral·leles i per no contaminar l'aqüífer del Delta del Llobregat no es faria a més de 15 metres de profunditat. El tram Gornal-Fira es faria la galeria mitjançant pantalles.
GISA va treure a concurs trenta-un estudis geològics del tram central per conèixer més informació i fins que aquests no estiguessin acabats no començarien les obren en aquest tram.

#### 3 tuneladores en funcionament
Al principi del 2006 s'iniciaven els treballs al ramal de l'aeroport, entre els quals hi ha el d'aconseguir un terreny més sòlid a l'aeroport del Prat, situat al Delta del Llobregat. A la fi de l'any 2006 s'havia concretat el traçat de la línia al pas pel Prat de Llobregat, sortia a informació pública el tram que passava per l'Aeroport de Barcelona i mentrestant hi havia tres tuneladores treballant als ramals de l'aeroport, de Santa Coloma i a Sant Andreu. L'any 2007 la previsió era de construir 51 estacions al llarg de 46,6 km.
A mitjans de l'any 2006 estaven en construcció vint-i-una estacions de les cinquanta-una previstes en aquella època. Les obres de l'estació de la Sagrera s'havien començat l'any 2004 i estava previst finalitzar-la per l'any 2008, quan s'havia de posar en funcionament el tram IV de la L9. A començament d'any es van construir les noves andanes i passadissos que havien de comunicar la L1 amb la L5 i L9.
Al març hi hagué un ensurt quan es va desplomar sobre una via de la línia 1 dues tornes de runa dels treballs de demolició d'una part de l'antic vestíbul, per sort no hi va haver ferits.
A l'inici de l'any 2007 només hi havia una de les tuneladores funcionant, concretament en un petit ramal d'enllaç entre la línia 9 i la línia 4 per Via Trajana. La de Sant Andreu es parava a l'estiu a l'espera de la resolució dels informes sobre la consolidació del subsòl sota tres edificis del carrer Josep Soldevila. Al tram del Prat de Llobregat es va iniciar el muntatge de la tercera tuneladora i passat l'estiu començava la perforació, en aquest tram estava previst un total de sis estacions, dues ja en construcció, i el traçat s'havia variat per evitar passar pel centre.
Al mes de setembre, Joaquim Nadal anunciava que els trams des de Santa Coloma de Gramenet i Badalona a la Sagrera (llavors Sagrera-Meridiana) entrarien en funcionament el 2010. El Tram IV ja estava totalment perforat i s'hi col·locava la llosa intermèdia que separa el túnel en dos nivells.
Es van preveure la compra de dues tuneladores més, una de 9,4 metres de diàmetre per sumar-se al tram de l'aeroport, concretament al tram Mas Blau - Aeroport, i una altra de 12 metres de diàmetre per al tram des del pou de Bifurcació fins a Zona Universitària. El tram a cel obert a la Zona Franca s'estava executant en viaducte al llarg del carrer A, i el tram soterrat fins a Gornal.
Al Prat de Llobregat, a l'abril, les obres havien provocat un moviment de terres al carrer Llobregat, que també va obligar a tallar el trànsit, però en aquest cas unes poques hores, i la tuneladora va poder seguir treballant. Al febrer del 2008 una fuita d'aigua a les obres a la Zona Franca va causar dos esvorancs al carrer K. Els esvorancs, un fins a tres metres de diàmetre i un de profunditat, van obligar a tallar el trànsit. Es va haver d'injectar formigó a les juntes mal segellades, que havien permès la filtració de l'aigua. Pocs dies més tard es va seguir amb les obres.
Les previsions aleshores eren d'obrir tota la línia per al 2012, després de les obertures del 2010.

### Refinançament per increment de costos

#### Entrada de capital privat
Per finançar l'elevat cost de l'obra, que s'havia disparat dels 1.947 als 6.500 milions d'euros l'any 2008, el DPTOP va anunciar que per fer front al cost i guanyar liquiditat, la Generalitat de Catalunya demanaria a constructores privades que financessin part de les obres i les va adjudicar la construcció, el manteniment i l'explotació de les estacions de dos trams, amb un import de 1.620 milions d'euros. A canvi d'aquest finançament, la Generalitat pagaria un cànon anual a les concessionàries, mentre que la propietat seria de la Generalitat i l'operador en seria Transports Metropolitans de Barcelona.
L'any 2011 el pressupost ascendia a 6.927 milions d'euros i s'ha de sumar 9.692 milions pel pagament del cànon a les entitats privades concessionàries entre 2009 i 2044, un total de 16.619 milions d'euros, augmentat per set el pressupost inicial de l'obra.

#### La construcció avança

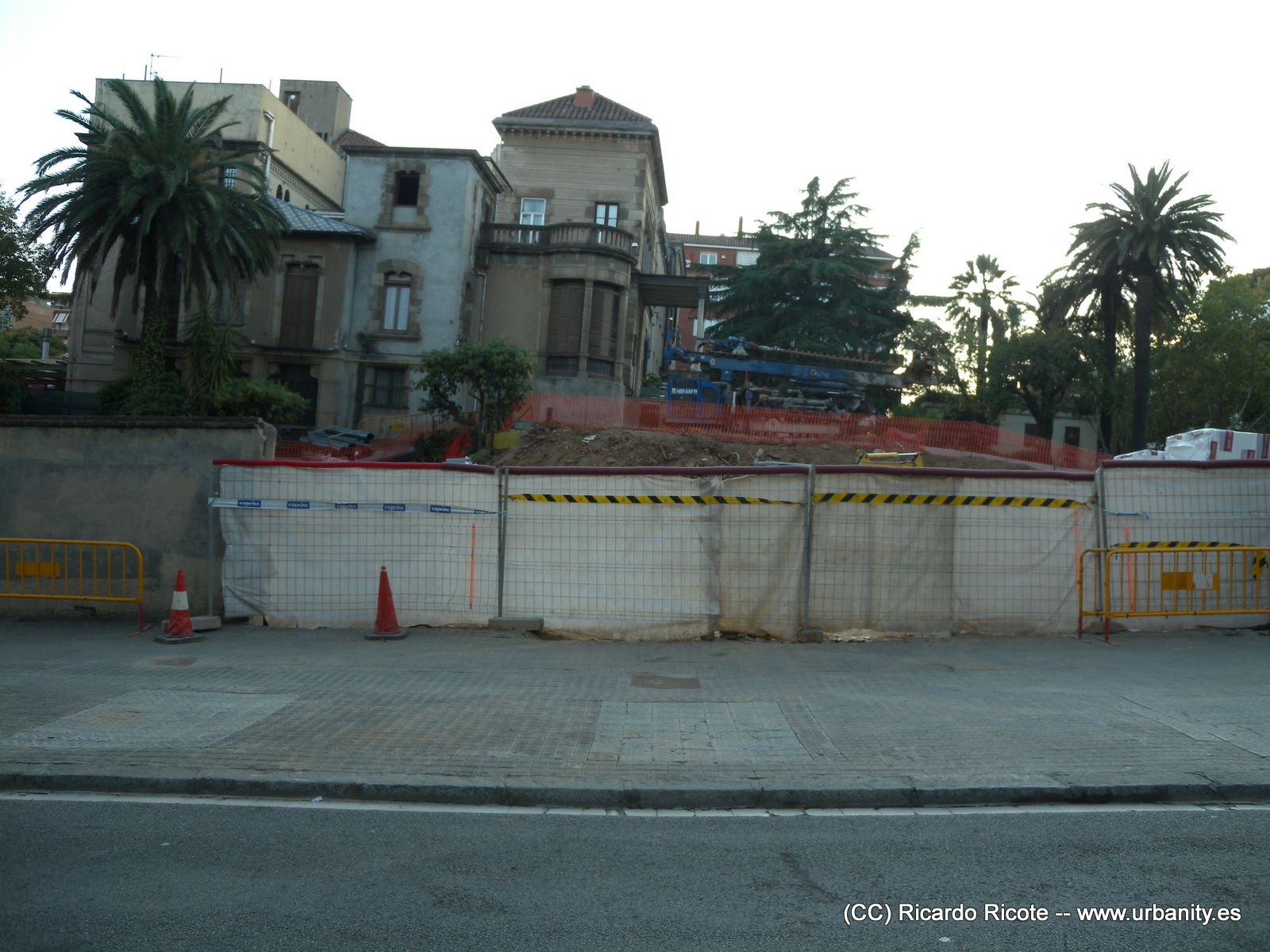
Obres de construcció a Mandri.

A final de l'any 2008 ja s'havien fet la meitat dels túnels i el 80% de les estacions s'havien començat. Hi havia tres tuneladores excavant, dues al pou de Mas Blau, una cap a l'aeroport i l'altra cap a l'Hospitalet de Llobregat, i una tercera a la Sagrera (abans Sagrera-Meridiana) en direcció Gràcia. Més tard s'hi havia d'afegir una a la Zona Franca cap al Gornal i una nova a l'Hospitalet, al pou de la bifurcació, cap a Zona Universitària.
Les obres del tram de Santa Coloma de Gramenet entre Can Zam i Can Peixauet s'havien acabat el gener de 2009 i van començar les proves que en un inici durarien fins a l'octubre, amb una previsió d'obrir el tram de Badalona a l'hivern i fins a la Sagrera a la primavera.
Al juny va arribar una de les tuneladores a la terminal 1 de l'aeroport del Prat, amb una previsió de posada en funcionament pel 2012. Al novembre el Govern va posar en licitació per 36 milions d'euros la instal·lació de les vies i la catenària entre l'aeroport i l'Eixample Nord, ja perforat i que inclou vuit estacions.

### Inauguració del primer tram: branca nord

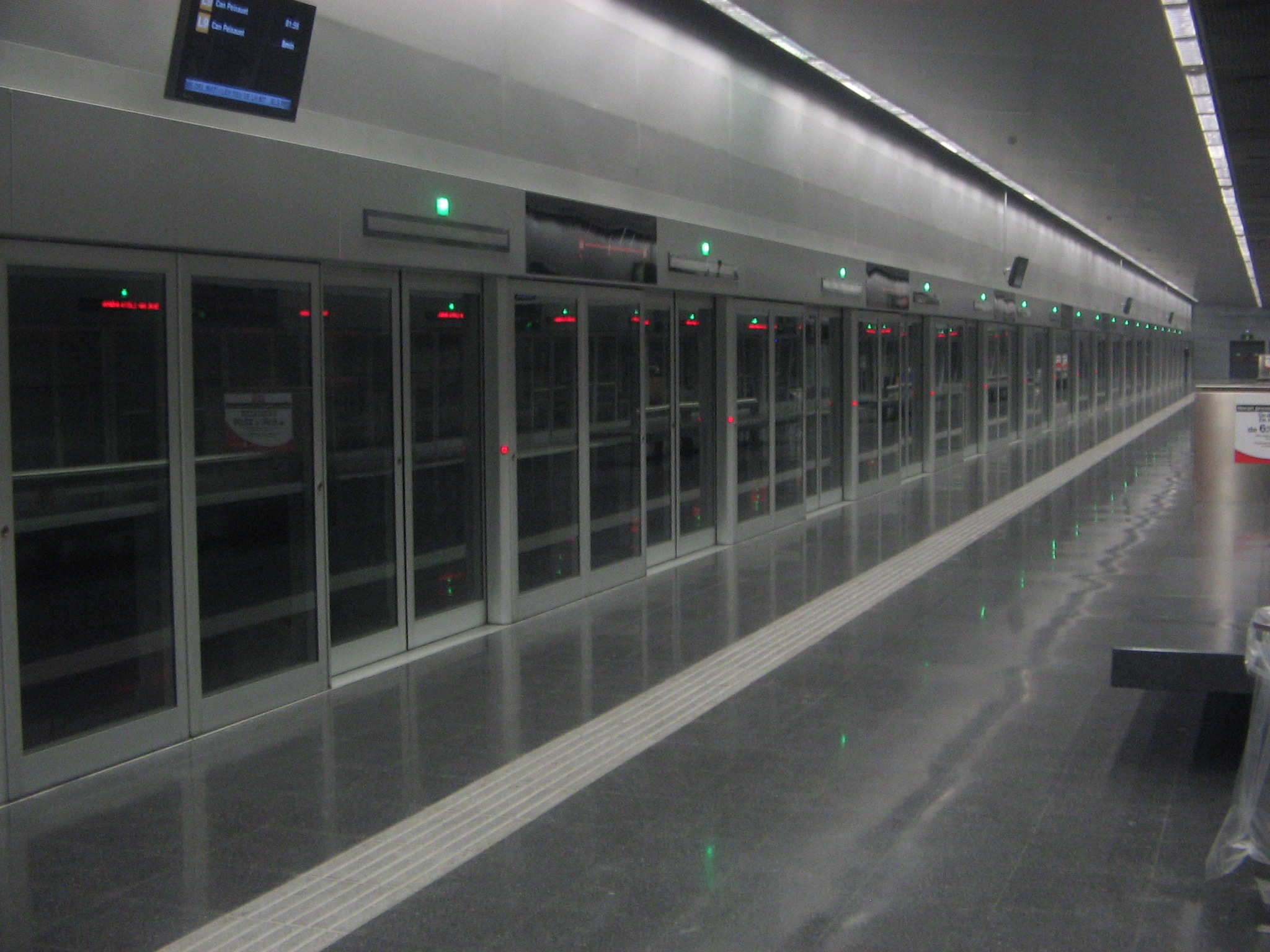
El 2009 es posà en servei el primer el tram entre Can Peixauet i Can Zam.

La posada en servei de la línia s'està realitzant en diverses fases. Des del 2009 al 2011 s'ha inaugurat el Tram IV a excepció de l'estació de Sagrera | TAV. S'ha inaugurat per trams, primer el ramal de la L9, posteriorment el ramal de la L10, estacions comunes als dos serveis i la més recent l'estació de Santa Rosa (L9).
El 13 de desembre del 2009 es va inaugurar un primer tram de la L9, íntegrament a la ciutat de Santa Coloma, entre Can Zam i Can Peixauet, a excepció de Santa Rosa que quedava inacada. Es va organitzar una festa popular a la qual van assistir el president de la Generalitat, José Montilla, i els batlles de Barcelona i Santa Coloma, Jordi Hereu i Núria Parlon.
El 18 d'abril del 2010 va seguir una segona inauguració. En aquest cas del ramal de la L10 des de l'estació de Gorg (Badalona) a Bon Pastor (Barcelona), perllongant també la L9 des de Can Peixauet a Bon Pastor on enllacen els dos serveis, L9 i L10. Hi van assistir el President de la Generalitat, José Montilla, el conseller de Política Territorial i Obres Públiques, Joaquim Nadal, i l'alcalde de Badalona, Jordi Serra, com també el president del Consorci de l'Àrea Metropolitana de Barcelona (CAMB) i alcalde de Barcelona, Jordi Hereu. El mateix 2010 es va ampliar amb dues estacions entre Bon Pastor i la Sagrera. El 19 de setembre de 2011 s'inaugura l'estació de Santa Rosa, entre Can Peixauet i Fondo. Les obres d'aquesta estació no van seguir el mateix curs que la resta de les de Santa Coloma perquè va estar precís reallotjar les famílies afectades per a l'alliberament de sòl i la creació del pou que comunica el vestíbul d'accés amb les andanes.

### Aturada de les obres

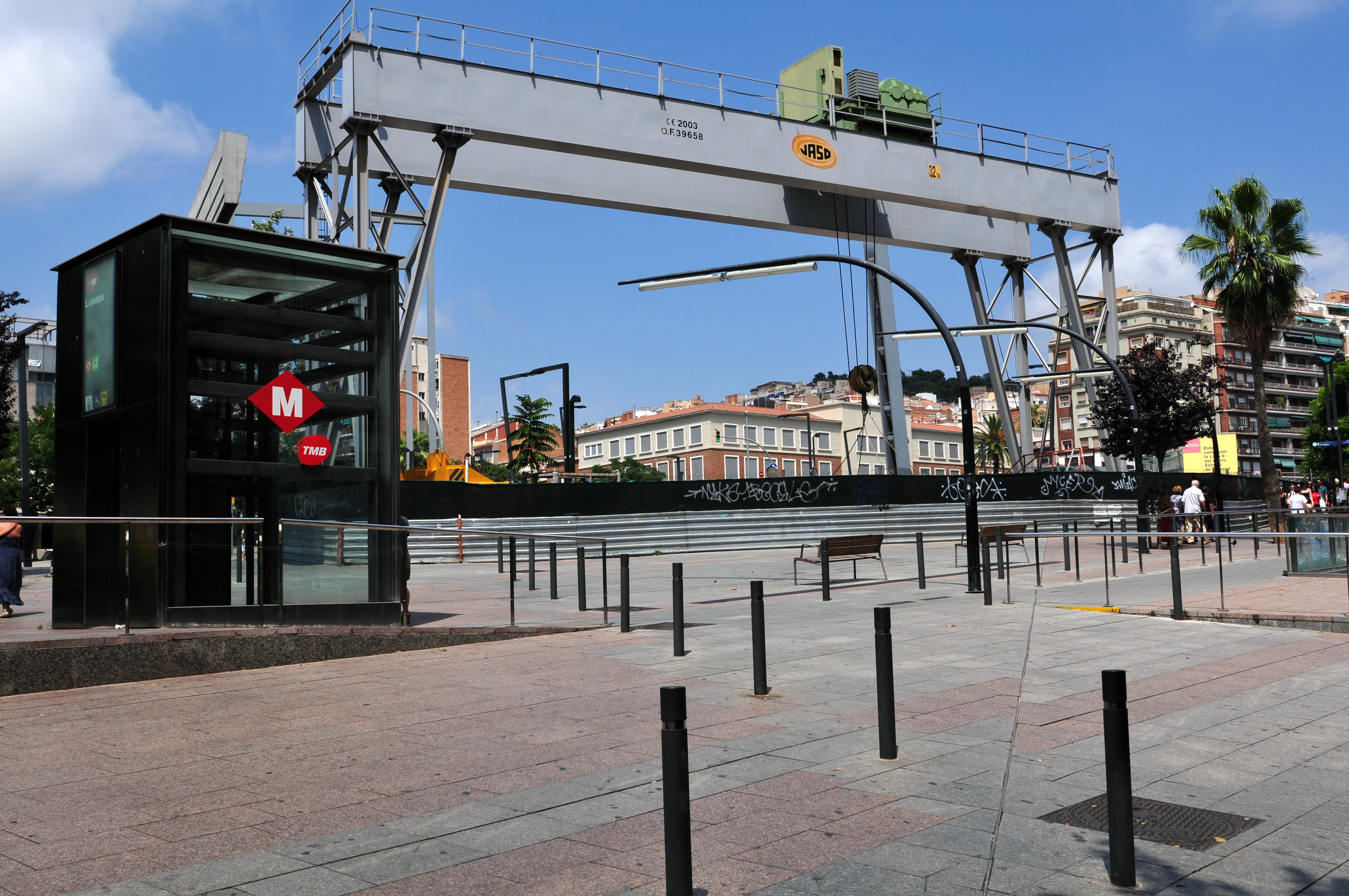
Pou de construcció a Lesseps amb les obres aturades.

L'any 2011, coincidint amb el canvi de govern a la Generalitat de Catalunya i les retallades generalitzades al pressupost, el nou conseller de Territori i Sostenibilitat (abans conselleria de Política Territorial i Obres Públiques) Lluís Recoder va anunciar que el departament es plantejava no construir algunes estacions momentàniament per retallar el pressupost i no paralitzar totalment les obres. Es va ajornar la construcció dels estacions de Muntanya, Manuel Girona, Motors, Eixample Nord i Ciutat Aeroportuària. En el cas de Motors i Eixample Nord perquè els barris on s'han d'ubicar encara no eran construïts. Més tard la Generalitat va decidir que les estacions del tram central de Sarrià, Mandri, el Putxet, Lesseps, Sanllehy i Maragall es reurbanitzarien les zones públiques afectades per les obres per recuperar els espais a la població mentre les obres estan paralitzades.

### Represa de les obres a la branca sud
Al tram central les dues tuneladores estan aturades i no s'hi fan treballs a l'espera de revisar el model del finançament de peatge a l'ombra. Al juny del 2011, el departament de Territori i Sostenibilitat, anunciava que els ramals de l'aeroport i la Zona Franca no entrarien en servei fins al 2014, anteriorment previstos pel 2012 (inicialment per al 2007). Als pressupostos del 2012 de la Generalitat de Catalunya es van reservar 54 milions d'euros per acabar els ramals de l'aeroport i la Zona Franca entre Aeroport i Collblanc, tram prioritari pel govern segons el director general del departament.
La tuneladora del ramal de la Zona Franca va reprendre els treballs al juliol del 2011, tram que hauria d'entrar en servei l'any 2014, en aquell moment estaven construïts 43 dels 50 km previstos (85% del total) i estaven finalitzats tres ramals (dos d'ells oberts) quedant pendent el ramal de la Zona Franca, del qual el viaducte està finalitzat, i el tram central.
A principi de gener del 2012 la Generalitat va puntualitzar que endarreria la posada en marxa del ramal de la Zona Franca (L10) sense afectar el ramal de l'Aeroport, tot i que aquest segon necessita que el primer estigui finalitzat parcialment per poder accedir a les cotxeres de la Zona Franca. Al novembre de 2012 es va posar en marxa la tuneladora a la Zona Franca aturada des de la fi del 2011. La perforació d'aquest tram de 800 metres fins a la bifurcació amb el ramal de l'Aeroport és imprescindible perquè el metro arribi a l'aeroport el 2014, mentre s'utilitza el ramal de la Zona Franca com a túnel de servei per arribar a les cotxeres i subministrar electricitat a la línia.

#### Obertura tram sud: Zona Universitària - Aeroport T1

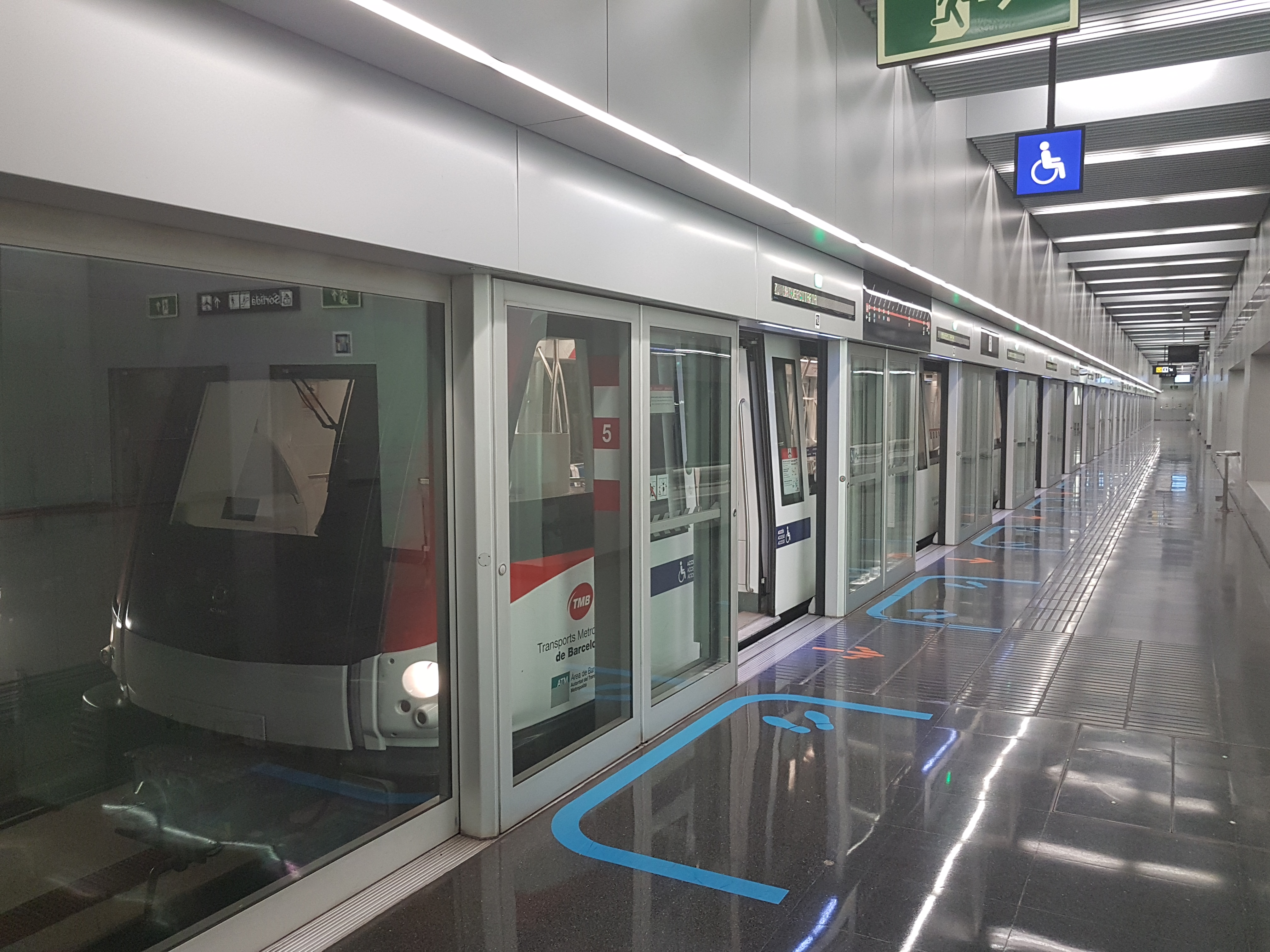
El 2016 s'inaugurà el tram entre Zona Universitària i l'Aeroport, que passà a denominar-se L9 Sud.

Al novembre de 2014 es va posar en circulació el primer tren en proves pel tram de la línia 9 entre Zona Universitària i l'Aeroport de Barcelona. Aquest tram de 20 quilòmetres i 15 estacions es va posar en funcionament el 2016, tot i que el ramal de la Zona Franca, com a ramal tècnic per arribar a les cotxeres, s'espera que ho faci properament.
Al juny del 2015 l'Ajuntament de Barcelona es va comprometre amb el Mobile World Congress a tenir en funcionament aquest ramal l'any 2016, juntament amb la connexió amb la L2. Finalment, el tram entre Zona Universitària i l'Aeroport de Barcelona, que seria anomenat L9 Sud, es va posar en funcionament el 12 de febrer del 2016. Al viatge inaugural hi van assistir el President de la Generalitat, Carles Puigdemont, el vicepresident del Govern Oriol Junqueras, el conseller de Territori i Sostenibilitat, Josep Rull, i els alcaldes dels tres municipis per on transcorre aquest tram: l'alcaldessa de l'Hospitalet de Llobregat, Núria Marín, l'alcaldessa de Barcelona, Ada Colau, i l'alcalde del Prat de Llobregat, Lluís Tejedor.

## Incidències
- 12 al 14 d'agost del 2010:[74] Tall en diferents trams de la L9 i L10 a causa d'un problema de comunicació entre el sistema informàtic que gestiona la conducció automàtica dels trens i el centre de control de la Sagrera.[75][76] A causa d'aquesta incidència, la Generalitat de Catalunya va obrir un expedient informatiu a Siemens AG, empresa responsable del sistema de control automàtic de les línies.[77]
- 5 d'octubre del 2010: Tall de 2 hores i 15 minuts entre les estacions de Can Zam i Bon Pastor a causa d'una incidència tècnica.[78]
- 28 i 29 d'abril del 2011: Tall parcial del recorregut de les línies L9 i L10 a causa d'inundacions.[79]
- 17 de maig del 2011: Tall parcial del recorregut de la L9 entre Fondo i Can Zam a causa d'una avaria en el sistema de conducció automàtica dels trens.[80]